# Red Deer-Sud
Pour les articles homonymes, voir Red Deer (homonymie) et Deer.
Circonscription électorale provinciale du Canada
Red Deer-Sud est une circonscription électorale provinciale de l'Alberta (Canada), située en Alberta centrale. Elle comprend la moitié sud de Red Deer. 
Son député actuel est le conservateur Jason Stephan.

## Liste des députés
| Années | Années          | Député          | Parti politique           |
| ------ | --------------- | --------------- | ------------------------- |
|        | 1986 - 1989     | John Oldring    | Progressiste-conservateur |
|        | 1989 - 1993     | John Oldring    | Progressiste-conservateur |
|        | 1993 - 1997     | Victor Doerksen | Progressiste-conservateur |
|        | 1997 - 2001     | Victor Doerksen | Progressiste-conservateur |
|        | 2001 - 2004     | Victor Doerksen | Progressiste-conservateur |
|        | 2004 - 2008     | Victor Doerksen | Progressiste-conservateur |
|        | 2008 - 2012     | Cal Dallas      | Progressiste-conservateur |
|        | 2012 - 2015     | Cal Dallas      | Progressiste-conservateur |
|        | 2015 - 2019     | Barb Miller     | Néo-démocrate             |
|        | 2019 - 2023     | Jason Stephan   | Conservateur uni          |
|        | 2023 - en cours | Jason Stephan   | Conservateur uni          |